# منطقة (حيوان)

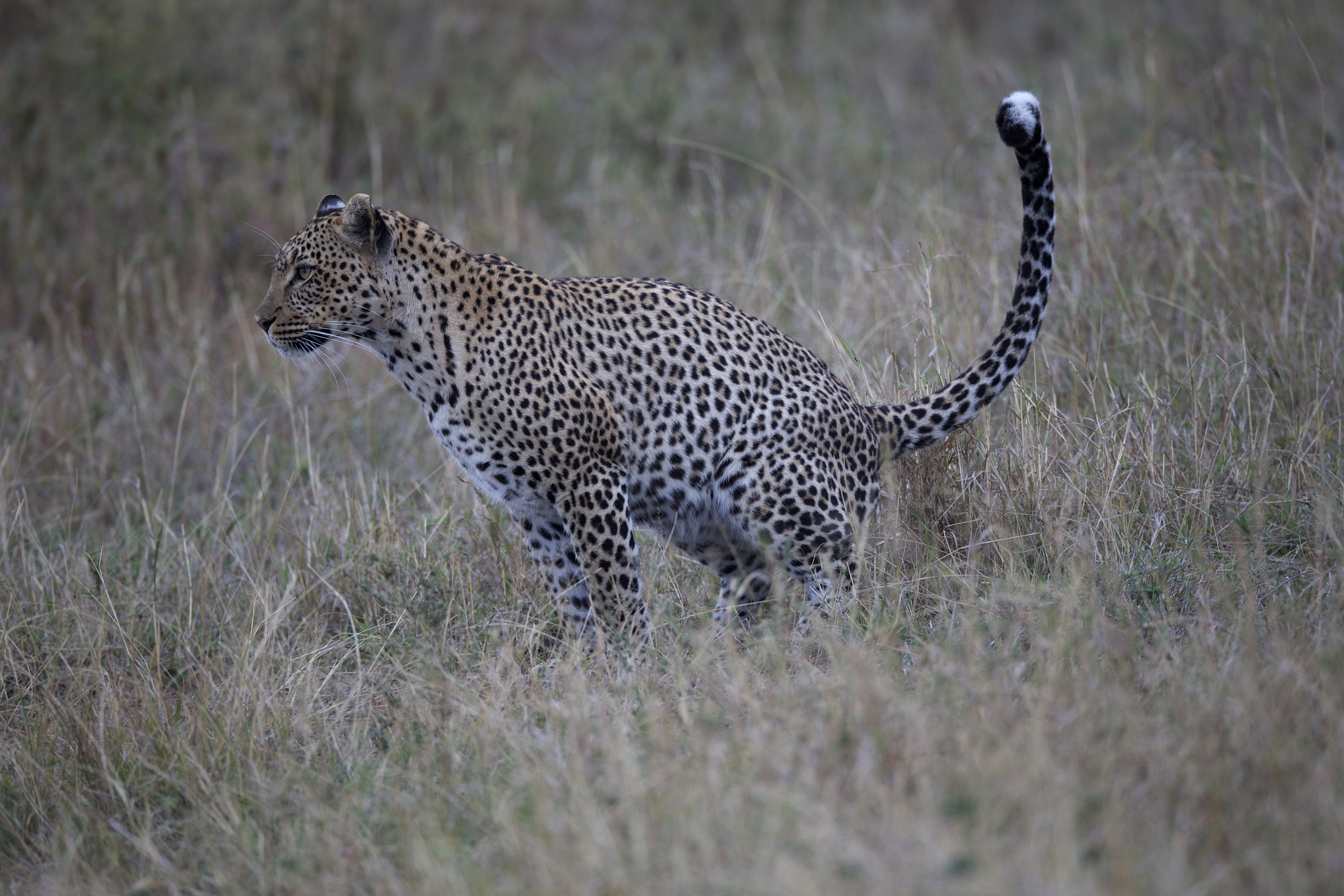
أنثى نمر إفريقي تُحدِّد منطقتها بالتبوُّل على حدودها.

المنطقة في علم السلوك الحيواني هي مساحة جغرافية معيَّنة يُحدِّدها حيوان ما كإقليمٍ خاصّ به، ويدافع عنها ضدَّ الحيوانات الأخرى التي تنتمي إلى نوعه نفسه، وفي أحيانٍ نادرةٍ ضدَّ الحيوانات من الأنواع الأخرى. وتُسمَّى الحيوانات التي تصنع لنفسها مثل هذه المناطق «الحيوانات المناطقية».
توجد أنواعٌ قليلةٌ من الكائنات الحيَّة تؤسس لنفسها مناطق محدَّدة. ففي العادة، يعيش الحيوان أو قطيع الحيوانات في منطقة ثابتة تقطنها باستمرار، إلا أنَّها لا تدافع عنها بعنفٍ بالضرورة، فكثيراً ما تتداخل هذه المناطق مع بعضها البعض، لكن على العكس من الحيوانات المناطقيَّة، فإنَّ الحيوانات ستسعى إلى تجنُّب جاراتها في المناطق المتداخلة عوضاً عن محاولة طردها. في هذه المنطقة، قد توجد «منطقة نواة» لا يستعملها أيّ حيوانٍ غير صاحب المنطقة، إلا أنَّ ذلك يكون نتيجة تجنُّب الحيوانات الأخرى لا الدفاع العنيف.

## الغرض
الغرض الرئيسي من إقامة الحيوانات في مناطقها ودفاعها المستميت عنها هو زيادة صلاحية الحيوان في بيئته (قدرته على البقاء والتكاثر). فالصلاحية هي قدرة الحيوان على البقاء على قيد الحياة وتأمين استمرارية نسله، وقد تتمثَّل أسباب تأمين صلاحية الحيوان بدافعه عن منطقته في عدة أمور، منها حماية مصادر الغذاء من المنافسين، والحصول على مواقع للتزاوج، ومواقع للتكاثر وتنشئة الصّغار.

## الأنواع
يقسم علماء الأحيان مناطق الحيوانات إلى ست أنواعٍ بحسب وظائفها:
- النوع أ: منطقة تخدم جميع الأغراض ويقوم فيها الحيوان بكافَّة نشاطاته الطبيعية، مثل التزاوج والتكاثر ورعاية الصّغار والتغذي. شائعةٌ عن الطيور المغردة.
- النوع ب: منطقة للتزاوج ورعاية الصغار تحدث فيها كافَّة أنشطة التكاثر، إلا أنَّ التغذي يحدث في الغالب خارجها.
- النوع ج: منطقة للتعشيش، لا تضمُّ سوى العش ومساحةً صغيرةً حوله. شائعةٌ عن الطيور المائية.
- النوع د: منطقة تزاوج بحتة، يدافع عنها الذكور في أنواع الحيوانات التي تتجمهر معاً في موقعٍ واحد خلال مواسم التزاوج.
- النوع هـ: منطقة جثوم للطيور.
- النوع و: منطقة شتوية، يكون غرضها تأمين مصادر الغذاء ومواقع للجثوم. تشبه النوع أ إلى حدٍّ كبير، لكن من يستعملها هي الحيوانات المهاجرة.

## المساحة

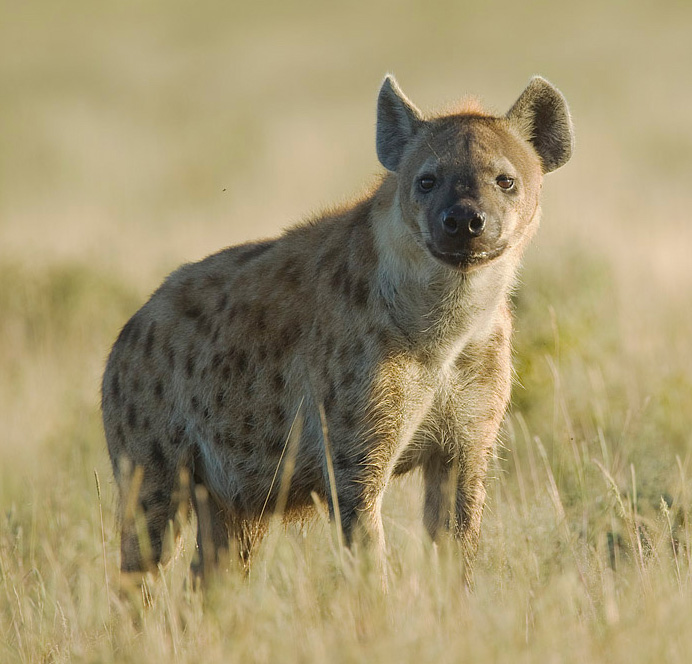
تتراوح أحجام مناطق الضَّبع المرقَّط من أقلّ من 4,000 هكتار في فوهة نغورونغورو، إلى نحو 100,000 هكتار في صحراء كالاهاري.

من الصَّعب تحديد مساحات مناطق الحيوانات بدقَّة، بسبب الخلط بين منطقة الإقامة العادية والمنطقة التي قد يدافع الحيوان عنها بضراوة. ويختلف حجم المنطقة وشكلها بين الحيوانات والأفراد بحسب غرضها وكمية ونوع الموارد التي تحتويها وجغرافيّتها والموسم الذي يقيم الحيوان خلاله بها. وعادة ما تُوفِّق المساحة التي يختارها الحيوان لمنطقته بين تأمين الموارد الضروريَّة فيها، وثمن الدفاع عنها، وحاجاته التكاثرية.
قد تدافع بعض أنواع السناجب عن مناطق كبيرةً جداً، يمكن أن تصل مساحتها إلى 10 هكتارات. وأما الغرير الأوروبي فإنَّ أحجام مناطقه تتفاوت بدرجةٍ كبيرة، فمن الممكن أن تبلغ 30 هكتاراً في البيئات الريفية، بينما قد ترتفع إلى 300 هكتارٍ في البيئات الجافة القاحلة، لكن في حال كان الحيوان يسكن مدناً بشريَّة فقد ينخفض هذا الرَّقم إلى 5 هكتارات فحسب إن تمكَّن من الحصول على الطعام عبر أعشاش الطيور وسلات القمامة وغير ذلك. وسطياً، قد يبلغ معدل مساحة منطقة الغرير نحو 50 هكتارا، ً مع مسافاتٍ فاصلةٍ بين المناطق تبلغ في العادة 500 مترٍ على الأقلّ. بالنسبة للضَّبع المرقَّط، فإنَّ أحجام مناطقه تتفاوت بدرجةٍ كبيرة، فمنها ما تبلغ مساحته أقلَّ من 4,000 هكتار (في فوهة نغورونغورو على سبيل المثال) إلى أكثر من 100,000 هكتار (في أماكن مثل صحراء كلهاري).
بين الطيور، تدافع العقبان الذهبيَّة عن مناطق تصل مساحتها إلى 9,000 هكتار، وأما آكل النحل الصغير فتبلغ مساحة مناطقه نحو 600 متر مربع، والنوارس ليست لديها إلا بضع سنتيمتراتٍ مربَّعة تتمثَّل بعشّها فقط.
قد تكون المناطق خطية. فالمدروان على سبيل المثال يتغذى على الشواطئ الرملية، وعندما يريد التغذّي يفعل ذلك إمَّا في جماعات أو بمناطق خاصة بكلّ فردٍ تمثّل قطاعاً بطول 10 أمتار إلى 120 متراً من الشاطئ.